# Yayuan Liu
Pour les articles homonymes, voir Liu.
Yayuan Liu (née en 1992) est une scientifique des matériaux sino-américaine travaillant au Massachusetts Institute of Technology. Ses recherches portent sur l'électrochimie, les nanomatériaux et la caractérisation des matériaux pour le développement de batteries de nouvelle génération. Elle a été sélectionnée parmi les jeunes chercheurs 2019 de l'American Chemical Society et incluse dans la liste Forbes 30 Under 30 des meilleurs scientifiques en 2021.

## Formation
Liu vient de Chine. Elle a commencé sa carrière universitaire à l'Université de technologie de Nanyang, où elle s'est spécialisée dans la science et l'ingénierie des matériaux. En tant qu'étudiante de premier cycle, elle a travaillé avec Fengwei Huo sur des armatures en métal-organique. Au cours de ses études de premier cycle, elle a passé un an à l'Université de l'Illinois à Urbana-Champaign, où elle a travaillé avec Hong Yang sur les nanocristaux pour l'électrocatalyse. Après avoir obtenu son diplôme de l'Université de technologie de Nanyang en 2014, Liu est retournée aux États-Unis, rejoignant le laboratoire de Yi Cui (en) pour travailler sur les batteries de nouvelle génération. En tant qu'étudiante de doctorat à l'Université Stanford, Liu a développé une technique de revêtement au fluorure de lithium qui utilisait du fréon pour passiver les surfaces de lithium. En appliquant le revêtement sur des électrodes d'oxyde de graphène, Liu a réussi à améliorer la stabilité de la batterie et l'efficacité coulombienne. 

## Recherche et carrière
Après avoir obtenu son doctorat en 2019, Liu a déménagé au Massachusetts Institute of Technology, où elle travaille aux côtés de T. Alan Hatton (en) sur les membranes gazeuses réactives aux stimuli. De manière générale, ses travaux portent sur la conception de nouveaux matériaux permettant un stockage d'énergie de grande capacité dans les applications électrochimiques. Elle s'est concentrée sur les électrodes au lithium pour les batteries de nouvelle génération, qui offrent un potentiel de capacités spécifiques élevées et de faibles potentiels électrochimiques. Malheureusement, ces électrodes sont très réactives et changent de volume pendant le cyclage. Liu s'est efforcée de minimiser le changement de volume grâce aux compositions d'échafaudage, de contrôler la réactivité des électrodes grâce aux interfaces d'électrolyte solide et d'incorporer des additifs électrolytiques pour contrôler la formation d'interfaces. 

## Prix et distinctions
- 2014 Médaille d'or Lee Kuan Yew de l'Université de technologie de Nanyang [7]
- 2019 Prix du jeune chercheur de la division de chimie inorganique de l'American Chemical Society[4]
- 2019 Communication Fellow du Massachusetts Institute of Technology[8]
- 2019 Étoiles montantes du Massachusetts Institute of Technology[9]
- 2020 Gagnante du séminaire des jeunes chercheurs distingués de l'Université de Washington [10]
- 2021 Forbes 30 Under 30[11],[12]

## Publications (sélection)
- (en) Lin, Liu et Cui, « Reviving the lithium metal anode for high-energy batteries », Nature Nanotechnology, vol. 12, no 3,‎ 2017, p. 194–206 (ISSN 1748-3395, PMID 28265117, DOI 10.1038/nnano.2017.16, lire en ligne)
- (en) Lin, Liu, Liang et Lee, « Layered reduced graphene oxide with nanoscale interlayer gaps as a stable host for lithium metal anodes », Nature Nanotechnology, vol. 11, no 7,‎ 2016, p. 626–632 (ISSN 1748-3395, PMID 26999479, DOI 10.1038/nnano.2016.32, lire en ligne)
- (en) Wang, Lee, Deng et Lu, « Bifunctional non-noble metal oxide nanoparticle electrocatalysts through lithium-induced conversion for overall water splitting », Nature Communications, vol. 6, no 1,‎ 2015, p. 7261 (ISSN 2041-1723, PMID 26099250, PMCID 4557299, DOI 10.1038/ncomms8261)